# 小行星7749
小行星7749（英語：7749 Jackschmitt）是一颗围绕太阳公转的小行星。1988年5月12日，卡罗琳·舒梅克、尤金·舒梅克在帕洛马山发现了此天体。
这颗小行星的绝对星等为257.1274822825548等。